# The Phantom (filmreeks)
The Phantom is een klassieke 15 delen tellende serial film uit 1943 gebaseerd op de The Phantom strips van Lee Falk. De hoofdrol werd vertolkt door Tom Tyler. De rol van Phantom’s vriendin Diana Palmer werd gespeeld door Jeanne Bates. De film werd geregisseerd door B. Reeves Easton.

## Verhaal
De jong Geoffrey Prescott neemt de identiteit van The Phantom, een legendarische held van wie de meesten denken dat hij onsterfelijk is, over van zijn stervende vader. Als de nieuwe Phantom moet hij de kwaadaardige Dr. Bremmert ervan weerhouden de verloren stad Zoloz te vinden. Bremmert wil hier namelijk een enorme luchtbasis bouwen. Aangezien Phantom ook niet weet waar de stad is, zoeken zowel hij als Bremmert naar stukjes van een kaart die de locatie kan onthullen. Phantom krijgt bij zijn zoektocht hulp van Professor Davidson en diens dochter Diana.
In elke film vecht Phantom zichzelf een weg door gevaarlijke situaties. Elke film eindigt met een Cliffhanger.

## Cast
| Acteur            | Personage                 |
| ----------------- | ------------------------- |
| Tom Tyler         | Phantom/Geoffrey Prescott |
| Jeanne Bates      | Diana Palmer              |
| Ernie Adams       | Rusty Fenton              |
| Kenneth MacDonald | Dr. Bremmert              |
| Frank Shannon     | Prof. Davidson            |
| Knox Manning      | Verteller                 |
| Wade Crosby       | Long                      |
| Eddie Parker      | Scott                     |

## Achtergrond

### Films in de serie
1. The Sign of the Skull
2. The Man Who Never Dies
3. A Traitor's Code
4. The Seat of Judgement
5. The Ghost Who Walks
6. Jungle Whispers
7. The Mystery Well
8. In the Quest of the Keys
9. The Fire Princess
10. The Chamber of Death
11. The Emerald Key
12. The Fangs of the Beast
13. The Road to Zoloz
14. The Lost City
15. Peace in the Jungle

### Taglines
- THE AMAZING PHANTOM COMES TO THRILLING LIFE ON THE SCREEN!..Based on King Features Syndicated Cartoon Character Created by LEE FALK and RAY MOORE!
- AMERICA'S FAVORITE CARTOON HERO...NOW ON THE SCREEN!
- He's here...he's everywhere...STRIKING FEAR in the hearts of his country's enemies!
- The most fantastic...most exciting serial ever made!

### Sequel
In 1955 filmde Columbia Pictures een sequel, ditmaal met John Hart in de hoofdrol (Tom Tyler was in 1954 overleden). Echter, vanwege problemen met de rechten op het Phantom personage moest de hele sequel serie opnieuw worden gefilmd, en werd de naam veranderd in The Adventures of Captain Africa.

## Trivia
- In de serie is de Phantoms echte naam Geoffrey Prescott. In de strips is zijn echte naam echter Kit Walker. Rond de tijd dat de serie werd gemaakt was Phantoms echte naam in de strips nog nooit onthuld, dus bedachten de filmmakers er zelf een.
- Op de dvd van de serie moest veel tekst uit een van de films opnieuw worden ingesproken door hedendaagse acteurs, omdat het geluid op de originele film te zwaar beschadigd was.
- Tom Tylers schedelriem die hij in de films draagt, was in feite een echt piratenvoorwerp dat een fan hem had toegestuurd na in de krant te hebben gelezen dat Tom de Phantom zou gaan spelen.
- Phantom bedenker Lee Falk haatte de serie. In een interview met Comic Book Marketplace onthulde hij enkel de eerste film te hebben gezien.